# Vähä Vuosjärvi
Vähä Vuosjärvi är en sjö i Finland. Den ligger i kommunen Kauhava i landskapet Södra Österbotten, i den centrala delen av landet, 300 km norr om huvudstaden Helsingfors. Vähä Vuosjärvi ligger 65 meter över havet. I omgivningarna runt Vähä Vuosjärvi växer i huvudsak blandskog. Arean är 16,7 hektar och strandlinjen är 3,46 kilometer lång. Sjön  ingår i Lappo å huvudavrinningsområde. 